# بی‌تفاوت‌ها (فیلم)
بی‌تفاوت‌ها (ایتالیایی: Gli indifferenti)که با نام دوران بی‌تفاوتی هم شناخته می‌شود، یک فیلم درام ایتالیایی-فرانسوی به کارگردانی فرانچسکو ماسلی است که در سال ۱۹۶۴ منتشر شد. این مجموعه تلویزیونی بر پایهٔ رمان بی‌تفاوت‌ها اثرِ آلبرتو موراویا ساخته شد و در همان سال برندهٔ جایزهٔ روبان نقره‌ای بهترین طراحی تولید شد.

## گزیدهٔ بازیگران
- کلودیا کاردیناله
- راد استایگر
- شلی وینترز
- توماس میلیان
- پولت گادرد
- آدریانا فاکتی